# Finlands diskrimineringsombudsman
Diskrimineringsombudsmannen (tidigare Minoritetsombudsmannen) är en myndighet i Finland vars grundläggande uppgift är att främja etniska minoriteters och utlänningars ställning, likabehandling och rättsskydd samt goda etniska förhållanden i landet. Diskrimineringsombudsmannen fungerar också som nationell rapportör om människohandel.
Diskrimineringsombudsmannen övervakar att ingen etnisk diskriminering sker enligt lagen om likabehandling samt att utlänningarnas rättigheter förverkligas i Finland. Diskrimineringsombudsmannen verkar och påverkar på olika sätt för att förhindra etnisk diskriminering och för att främja likabehandling samt ingriper i diskriminering med utlåtanden och ställningstaganden.
Diskrimineringsombudsmannen ställning är självständig och oberoende. Administrativt finns diskrimineringsombudsmannens byrå i anslutning till inrikesministeriet.
Sedan 2020 är Kristina Stenman diskrimineringsombudsman.